# Neoplasta analis
Neoplasta analis är en tvåvingeart som beskrevs av Thomson 1869. Neoplasta analis ingår i släktet Neoplasta och familjen dansflugor. Inga underarter finns listade i Catalogue of Life.